# ناسور فموي غاري
الناسور الفموي الغاري (بالإنجليزية: oroantral fistula)‏ هو ناسور يحدث فيه اتصال معيب بين الجيب الفكي وجوف الفم , أكثر ما تحدث بين عمر 30 إلى 60 سنة ونادراً ما تحدث عند الأطفال.

## الأعراض والعلامات
يرى طبيب الأسنان عند فحصه لفم المريض أن الفك العلوي متصل مع الجيوب الأنفية العلوية، قد تكون هذه هي العلامة الوحيدة في بعض الأحيان ولا يشعر المريض بأي ألم.

### الأعراض
- يعاني المريض من انسداد المنخر الأنفي للجهة المتصلة مع الجيب الأنفي نفسها أي أن الانسداد من جانب واحد وتراكم المخاط بالإضافة إلى الإصابة بالعدوى والالتهابات.
- يتطور التهاب الجيوب الأنفية في بعض الأحيان إلى ألم في الوجه، يتوهم المرضى بهذا الألم ويعتقدون بأن مصدره الأسنان العلوية.
- يمكن أن تتدفق السوائل من الثقب لتصل إلى الجيب الأنفي المرتبط بالأنف، لذلك يمكن أن يخرج السائل من فتحة الأنف عند الشرب.
- سماع صوت صفير أثناء التحدث نتيجة لتغير مخارج الأصوات.
- تغير في طعم الفم.[2]

### العلامات
- وجود فتحة واضحة بين التجويف الفموي والجيب الأنفي.
- كسر في العظم السفلي للجيب الفكي ما يخلق اتصالًا مع تجويف الفم.
- ظهور فقاعات الهواء أو الدم أو إفرازات مخاطية حول الفتحة عندما ينفخ المريض من فمه.

## التشخيص
- التاريخ الطبي للمريض: يعتمد التشخيص على التاريخ الطبي للمريض والفحص السريري بشكل أساسي لذلك يجب أن يبلغ المريض عن كافة الأعراض التي يشعر بها.
- الفحص السريري الكامل لداخل الفم وخارجه باستخدام مرآة الأسنان مع الإضاءة والبحث عن وجود أي ثقب في التجويف الفموي يؤدي إلى الجيب الأنفي.
- يعتبر التصوير الشعاعي مفيدًا في حالة كسر العظم السفلي للجيب الأنفي فقط لهذا لا يمكن اعتماده في حالات وجود ثقب صغير.
- يمكن استخدام التصوير الشعاعي البانورامي لتأكيد وجود الناسور الفموي الغاري إذا لم تعطي الصور الشعاعية البسيطة معلومات كافية.
- يُمنع استخدام المسبار السني لتشخيص الناسور الفموي الغاري لأن قد يزيد من مساحة الثقب ما يؤخر شفائه أو قد يتسسب طبيب الأسنان في ثقب الجيب الأنفي إذا اخترقه المسبار.
- مناورة فالسالفا (اختبار نفخ الأنف): يُطلب من المريض نفخ الهواء من فمه مع إغلاق أنفه، ويجب أن يلاحظ طبيب الأسنان وجود أي فقاعات دموية في مكان الثقب وغالبًا ما يصاحبه صوت أجوف مميز.[3]

## الأسباب

### قلع الأسنان العلوية
يُعتبر قلع الأسنان العلوية على وجه الخصوص قلع الضرس العلوي الأول السبب الأشيع للناسور الفموي الغاري نظرًا لقربه من الجيوب الأنفية الفكية على الرغم من إمكانية حدوث الناسور الفموي الغاري بسبب الضواحك العلوية أو بقية الأضراس الأخرى، لا يؤثر قلع الأسنان اللبنية على الجيوب الأنفية لصغر حجم الأسنان اللبنية والجيوب الأنفية.

### أسباب أخرى
- كسر الفك العلوي.
- التهاب جذور الأسنان العلوية الخلفية القريبة من الجيوب الأنفية.
- الاستخدام غير الصحيح للأدوات الجراحية أثناء الإجراءات الجراحية السنية.
- مرض الزهري.
- الخطأ الطبي عند زراعة الغرسات السنية في الفك العلوي.
- خطأ طبي أثناء العمليات الجراحية المعقدة مثل إزالة الخراجات السنية أو استئصال الأورام الكبيرة في الفك العلوي.
- تعرض الأسنان الخلفية العلوية للرض مما يؤدي لانزياحها بداخل الجيب الأنفي.[5][6]

## المضاعفات
يعتبر الناسور الفموي الغاري أحد مضاعفات اتصال الجيوب الفكية مع التجويف الفموي مثل:
- داء المبيضات.[7]
- التهاب الجيوب الأنفية المزمن نتيجةً للعدوى البكتيرية.
- التهاب العظم.

## الوقاية
منع حدوث الناسور الفموي الغاري صعب قليلًا إلا أن هنالك بعد التحذيرات التي يجب مراعاتها قبل الإجراءات السنية:
- الحرص على تصوير الأسنان شعاعيًا لتقييم حجم الجيوب الأنفية وقربها من الأسنان بالإضافة لملاحظة شكل وحجم الجذور والأسنان.
- عمر المريض.
- التاريخ الطبي لأسنان المريض.
- الأمور التي يجب مراعاتها خلال الإجراءات السنية:
- الابتعاد عن استخدام الضغط القمي أثناء قلع الأسنان.
- قلع جذور الأسنان بتقطيعهم إلى أجزاء.
- إحالة المريض إلى المستشفى إذا شك طبيب الأسنان باتصال التجويف الفموي مع الجيوب الأنفية.[8]